# ダイヤルQ2
ダイヤルQ2（ダイヤルキュー）は、NTT東日本とNTT西日本が提供した電話による情報料代理徴収サービスの登録商標（第3012680号ほか。商標権者はNTT）である。 通称：Q2（キューツー）。一般にダイヤルキューツーと称する場合が多いが、正しい呼称はダイヤルキューである。
利用者減少により2011年（平成23年）12月15日に新規受付を終了し、2014年（平成26年）2月28日にサービスを終了した。3月1日以降は、災害時の募金に用途を限定した 災害募金サービス として、同じ番号領域でサービスを提供する。本項は災害募金サービスも記す。

## 概説
電話による有料情報サービスの情報料金を電話料金とともに回収するもので、分割化前のNTTが1989年（平成元年）7月10日に開始する。タレントの清水節子は、島田紳助や山城新伍に「そんな色っぽい声を出さないでよ。興奮しちゃうよ」と言われ、「あ、これは電話でイカせられるな」と思い立ち商売を始めたところ反響が大きく、NTT関係者から「回線を増やしてくれ」と直談判された。NTT固定回線以外の携帯電話、PHS、IP電話、直収電話などは接続できず、のちに公衆電話も後述の事情で接続不可となる。
情報提供サービス業者をIP (Information Provider) と称し、IPが提供する情報提供サービスは、NTTが指定する倫理審査機関の倫理審査を受けなければならない。契約時に電話の契約料、施設負担金、交換機等工事費、運営に月額基本料金、回収代行手数料（月額固定）、情報料回収代行手数料（情報料の9 %）を要する。

## サービスの問題点
1989年（平成元年）のサービス開始当初、NTT側は、ニュースやテレフォン相談、ファンクラブ会員などに向けた有料情報提供（後世の有料メールマガジン）、のような一般サービスに利用されることを想定していた。しかしほどなく成人向け情報提供業者が目をつけ、課金料金上限一杯の3分300円という料金を設定し、男女間のわいせつな会話・音声の聴取サービスやツーショットダイヤル番組、テレフォンクラブ、伝言ダイヤルを提供する。
爆発的な利用拡大に伴って、援助交際目的の利用が次第に増え、少年非行や未成年相手の買春の温床になったり、若年者が長時間利用したことによる数十万円から数百万円という高額な情報料が発生し、高額の利用料金請求が社会問題となった。また同時に不当請求事件（回線所有者自身がQ2を利用した記憶がないにもかかわらずNTTからの請求がある）、情報提供事業者が自ら偽造・変造テレホンカードを利用し、公衆電話から自らの提供番組に掛けて不当利益を得る、などの事案も起こった。
1991年（平成3年）、世論や事態を重視したNTTは、情報提供事業者の電話回線の利用企画書をより厳しくチェックしたり、当初の利用企画書内容と異なる事業内容の番組の回線利用（すなわちツーショットダイヤル）をしている事業のQ2回線利用契約を更新しない、といった規制に乗り出した。これにより1992年（平成4年）にはダイヤルQ2回線を利用したツーショットダイヤル事業者は事実上消滅している。
さらに1995年（平成7年）11月1日からは以下のような方策が採られた。なお、当時NTTの電話交換機はデジタル化途上で、未デジタル化地域ではこの方策を採ることができないため、すべてのダイヤルQ2への発信ができなくなった（実際にサービスが提供されている番号でも「現在使われておりません」のアナウンスが流れた）。
- 電話番号の分割。0990-3をアダルトに、0990-5・6を一般にする。5と6の違いは情報料金による区分。
- アダルト向けダイヤルQ2への発信にはパスワード制を導入して、パスワードを設定しない限り発信できなくした（それ以前に、ダイヤルQ2への発信自体を停止することもできたが、一般情報内容も利用できなくなるためあまり使われていなかった）。
- 情報料金に1回○円の定額制を導入。従来は3分間○円の従量制のみだった。
- 提供内容の審査を厳格化。
- 情報料の課金開始は着信後すぐには行わず、冒頭で番組名・情報提供者名（回線の名義人）のガイダンス[6]が流れた後に「ピー」という音が鳴ると課金が開始されるようにした。

この結果、残留していたアダルト系情報コンテンツは、課金に、国外への通話を発生させた際の着信国側の通信会社からの払戻を利益原資とした国際電話回線（国際電話#国際電話を利用したアダルトコンテンツの問題参照）を利用するような状況もあった。
その後は、ダイヤルQ2回線を利用する情報提供事業者はパソコンの有料サポートなどのテレフォン相談サービスや、募金を目的としたものなどが多くなったが、一般番号でプロバイダなどの利用目的とし、実際はアダルトコンテンツの提供など利用目的を偽るケースや、ダイヤルアップ接続の電話番号をダイヤルQ2番号に書き換えてしまうコンピュータウイルスを、知らないうちにダウンロードさせて、ダイヤルQ2番号に接続させる行為が後を絶たず、1998年（平成10年）頃からは監視が強化され、悪質な場合には情報料を支払わないようにした。
2002年（平成14年）1月23日からは、一般向け番号への発信にも、いたずら防止などのために、パスワード制が導入された。また、この日より公衆電話およびピンク電話からのダイヤルQ2の利用が一切できなくなった。
2003年（平成15年）には、他人のダイヤルQ2無断利用について、その通話料の5割を超える部分について支払を請求することは許されないとした最高裁判決があった。
このように規制が厳しくなったため、また、ダイヤルQ2サービスがそもそもコスト高であることから、もっぱら以下のジャンルに使用されていた。
- 投資顧問（非会員向け情報サービス提供）
- アダルト情報（上記のような詐欺的ではないものが生き残っていた）
- 占い、人生相談（情報サービス提供名目）
- 義捐金募集（大規模災害時に実施され、情報料分が、テレビ局などの災害募金番組提供者を通じて寄付金となる[7]）

## 終焉
投資顧問では成功例が多く多用されたが、インターネットの普及などにより利用者が減少し、2011年（平成23年）11月15日に、2011年12月15日で新規受付を終了して2014年（平成26年）2月28日にサービス終了することが発表された。NTT東西で1991年のピーク時には約8500もの番組から、サービス終了発表時には35まで減少しており、減少が続くと予想されたからである。

## 災害募金サービス
ダイヤルQ2に代わる災害時の寄付募集用サービスとして、2014年（平成26年）3月1日より「災害募金サービス」が開始された。「0990」から始まる番号は、以降このサービスで利用されることとなった。災害募金サービスはNTT東西の固定電話に加え、ひかり電話（ひかり電話ビジネスタイプは不可）からもかけられるようになった。2024年（令和６年）「令和6年能登半島地震による被災者支援」が開設された。

## 類似サービス
類似サービスとして、NTTドコモが同社の携帯電話を対象にしたモバイルQがあった。番号は「0990-204-xxx」または「0990-704-xxx」が割り当てられていた。1998年（平成10年）3月にサービスを開始したが、利用者はドコモショップ店頭で利用申し込みをしなければならず、情報提供者は当時のドコモ中央のエリア（関東・甲信越地方）に限られたうえ、ドコモと直収サービスの契約をしなければならなかったため、広く使われるには至らず、iモード有料コンテンツの普及により、役目を終えたとして、2002年（平成14年）12月1日に新規受付を終了、2003年（平成15年）にサービスを終了している。こちらは、当初からパスワード制が導入されていた。iモードの絵文字「モバQ」はこのモバイルQの名残である。